# Pintalia consobrina
Pintalia consobrina är en insektsart som beskrevs av Stsl 1862. Pintalia consobrina ingår i släktet Pintalia och familjen kilstritar. Inga underarter finns listade i Catalogue of Life.